# Municipio de Hanover (condado de Ashland)
El municipio de Hanover (en inglés: Hanover Township) es un municipio ubicado en el condado de Ashland en el estado estadounidense de Ohio. En el año 2010 tenía una población de 2050 habitantes y una densidad poblacional de 24,26 personas por km².

## Geografía
El municipio de Hanover se encuentra ubicado en las coordenadas 40°35′48″N 82°16′48″O / 40.59667, -82.28000. Según la Oficina del Censo de los Estados Unidos, el municipio tiene una superficie total de 84.51 km², de la cual 83,76 km² corresponden a tierra firme y (0,89 %) 0,75 km² es agua.

## Demografía
Según el censo de 2010, había 2050 personas residiendo en el municipio de Hanover. La densidad de población era de 24,26 hab./km². De los 2050 habitantes, el municipio de Hanover estaba compuesto por el 98,49 % blancos, el 0,34 % eran afroamericanos, el 0,2 % eran amerindios, el 0,29 % eran asiáticos, el 0,2 % eran de otras razas y el 0,49 % eran de una mezcla de razas. Del total de la población el 0,34 % eran hispanos o latinos de cualquier raza.